# 霍华德·津恩
霍华德·津恩（英語：Howard Zinn，1922年8月24日—2010年1月27日），美国左翼历史学家，政治学者，社会评论家，剧作家。

## 生平
二十世纪六十年代以来，在美国民权、反战活动中相当活跃。代表作为《美国人民的历史》（A People's History of the United States），试图从美国下层人民、弱势群体的视角和社会活动挖掘“另类”史料，考察美国的历史和传统。

2010年1月27日因心臟病於加州聖莫尼卡去世。

## 著作
- 《美国人民的历史》（美）霍华德·津恩著，许先春等译，上海人民出版社，2000年 ISBN 7-208-03527-X